# Slumpens skördar
Slumpens skördar är en amerikansk film från 1942 i regi av Mervyn LeRoy, med Ronald Colman och Greer Garson i huvudrollerna. Det är en filmatisering av James Hiltons bok med samma namn. Filmen nominerades till 7 Oscar, bland annat i kategorierna bästa film, bästa regi, bästa manus och bästa manliga huvudroll. Den vann dock inget pris.

## Handling
Efter att ha drabbats av stridsgas under första världskriget har "John Smith" drabbats av minnesförlust och chock och hamnat på mentalsjukhus. När kriget tar slut 1918 överger vakterna sina poster för att fira och Smith försvinner från anstalten. Han stöter ihop med sångerskan Paula, och efter en tid har de startat ett liv tillsammans. Smith råkar några år senare ut för en bilolycka där han förlorar medvetandet. När han kommer till sans igen minns han plötsligt sitt tidigare liv och att han heter Charles Rainer, men Paula har han inget minne av alls.

## Bilder från filmens trailer

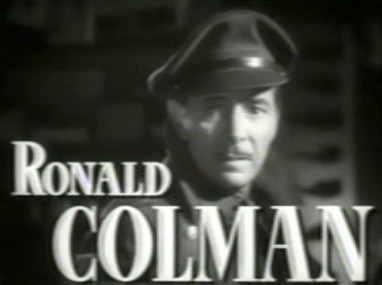
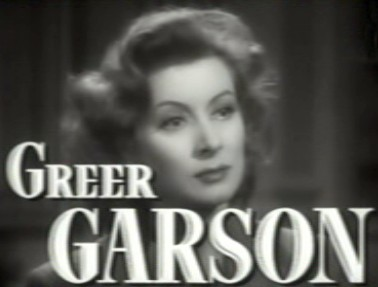
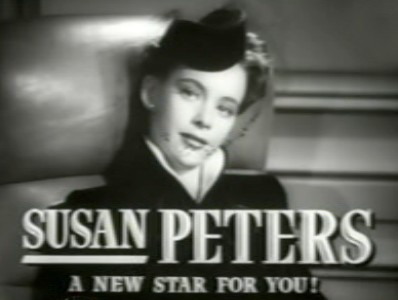

## Rollista
- Ronald Colman - Charles Rainer alias "John Smith"
- Greer Garson - Paula
- Philip Dorn - Jonathan Benet
- Susan Peters - Kitty Chilcet
- Henry Travers - Dr. Sims
- Reginald Owen - Biffer
- Bramwell Fletcher - Harrison
- Rhys Williams - Sam
- Una O'Connor - tobaikst
- Aubrey Mather - Sheldon
- Margaret Wycherly - fru Deventer
- Melville Cooper - George Rainer
- Alan Napier - Julian Rainer
- Jill Esmond - Julia Rainer
- Charles Waldron - herr Lloyd
- Elisabeth Risdon - fru Lloyd